# Martin Walde (Schauspieler)
Martin Walde (* 16. August 1987 in Dresden) ist ein deutscher Schauspieler.

## Leben
Martin Walde wuchs in seiner Geburtsstadt Dresden auf, wo er Abitur machte und seinen Zivildienst absolvierte. Sein schauspielerisches Talent zeigte sich schon im Kindergarten, wo er bei Aufführungen vor Publikum Sketche aufführte. In der Oberstufe spielte er dann Theater in der Theater-AG seiner Schule. Als Jugendlicher hatte Walde die Absicht, sich nach dem Abitur als Soldat auf Zeit für zwölf Jahre mit Auslandseinsatz bei der Bundeswehr zu verpflichten. Als er jedoch kurz nach der Musterung seine Freundin kennenlernte, entschied er sich für den Zivildienst.  Nachdem er bis zu seinem 20. Lebensjahr in Dresden gelebt hatte, zog er 2007 nach Berlin, um dort Schauspiel zu studieren. Er besuchte von 2007 bis 2010 die Filmschauspielschule Berlin. Zu den Schwerpunkten gehörten Gesang und Synchronsprechen. Im Rahmen des Schauspielstudiums absolvierte er auch eine professionelle Gesangsausbildung. Beim Kino-Kurzfilm Ikarus Kinder, der als Abschlussarbeit der Filmschauspielschule Berlin 2010 entstand, ist er nicht nur als Schauspieler zu sehen, sondern arbeitete auch am Drehbuch mit. In seinem ersten Kinofilm Frankfurt Coincidences arbeitete er mit seiner älteren Schwester Anne Walde zusammen, die in dem Kinofilm für das Szenenbild und die Produktionsleitung mit verantwortlich war.
Im Oktober 2011 reiste Walde als Mitglied und Sänger der Band „Das Orchester – Die Freibeuter der Klassik“ des früheren Steinwolke-Mitglieds Clemens Maria Haas durch Krisengebiete von Kundus, Kabul und Masar-e Scharif in Afghanistan, um im Rahmen eines von der Bundeswehr organisierten Kulturprojekts vor den dort stationierten Soldaten der Bundeswehr aufzutreten. Auf seiner Reise durch Afghanistan lernte Walde seinen späteren Manager Goetz Elbertzhagen kennen, der ein Konzert der Band vor Ort anschaute. Es folgten erste Schauspielrollen in Kurzspielfilmen, Fernsehfilmen (so 2011 als Bundeswehrsoldat Maddel in dem Fernsehfilm Willkommen im Krieg), Fernsehserien (2012; in Die Draufgänger) und im Kino. Nebenher arbeitete er als Promoter bei Messen, als Kellner, räumte im Supermarkt Regale ein und jobbte beim Bodenpersonal am Flughafen Berlin-Tegel, um seinen Lebensunterhalt zu finanzieren.
In der RTL-Soap Gute Zeiten, schlechte Zeiten war er 2013 als reicher Hotelerbe Boris Jung in einer Episodenrolle zu sehen. Von September 2013 bis Ende 2013 übernahm er in der RTL-Serie Alles was zählt die Rolle des Fußballspielers Nick Zimmermann. Ab November 2015 stand Martin Walde für den zweiten Dresdner Tatort: Der König der Gosse (Regie: Dror Zahavi), der im Oktober 2016 seine Erstausstrahlung hatte, vor der Kamera. Darin spielte er den ehemaligen Obdachlosen Thomas „Tom“ Springer, der mittlerweile für ein dubioses Inkasso-Unternehmen arbeitet und unter Tatverdacht gerät.
Im Frühjahr 2016 war Walde in dem Kinofilm Wo willst du hin, Habibi? (Regie: Tor Iben) in einer Hauptrolle zu sehen. In der dramatischen Tragikomödie, die die Amour fou zwischen Ibrahim, einem türkischstämmigen schwulen jungen Mann, und Ali, einem heterosexuellen Show-Wrestler und Kleinganoven, in den Ibrahim sich verliebt, zeigt, spielt Martin Walde den attraktiven Wrestler.
Von Mai 2016 bis März 2020 war Walde in der ARD-Serie Lindenstraße in einer Serienhauptrolle zu sehen. Er spielte die Rolle der Sunny Zöllig, vorher Marek Zöllig, die Schwester der langjährigen Serienfigur Nina Zöllig (Jacqueline Svilarov), die in der Lindenstraße ihr Trans-Coming-out hatte. In Folge 1580 (Titel: Risiko, 22. Mai 2016) hatte er seine erste Szene gemeinsam mit Marie-Luise Marjan (Helga Beimer). 
Im November 2017 war Walde in der ZDF-Serie SOKO Leipzig in einer Episodenrolle als Bodybuilder und Videoblogger Sven Brehme zu sehen. 
Von Januar 2023 (Folge 7036) bis April 2023 (Folge 7106) spielte er  in der RTL-Serie Unter uns die Rolle des kriminellen Prepper Maik Möller, den Vater von Emma, einer Klassenkameradin der Serienfigur Amelie Hirschberger. Seit November 2023 (Folge 4152) spielt er in der ARD-Telenovela Sturm der Liebe den Tierarzt Dr. Vincent Ritter, einen der männlichen Protagonisten der 20. und 21. Staffel.
Gelegentlich spielte Walde auch Theater, u. a. in Münster und in Köln, am Kölner Theater im Hof. 
Zu Waldes Hobbys gehören Gesang, Meditation, Schwimmen, Fitness und Wandern. Er lebt mit seiner Frau und seiner Tochter in Berlin.

## Filmografie (Auswahl)
- 2011: Frankfurt Coincidences (Kinofilm)
- 2011: Exmun (Kurzfilm)
- 2012: Die Draufgänger (Fernsehserie, Folge: Im Fadenkreuz)
- 2012: Willkommen im Krieg (Fernsehfilm)
- 2013: Alles was zählt (Fernsehserie, neun Folgen)
- 2013: Gute Zeiten, schlechte Zeiten (Fernsehserie, Folge: Pia schöpft Hoffnung)
- 2015: Unter Gaunern (Fernsehserie, Folge: Die nackte Paula)
- 2015: Berlin – Tag & Nacht (Fernsehserie)
- 2015: Meike & Marcel – weil ich dich liebe! (Fernsehserie)
- 2015: Wo willst du hin, Habibi? (Kinofilm)
- 2015: Mila (Fernsehserie, drei Folgen)
- 2016: Dengler – Am zwölften Tag (Fernsehreihe)
- 2016–2020: Lindenstraße (Fernsehserie, 92 Folgen)
- 2016: Cornerstorys – Geschichten aus der Heimat (Kurzfilm)
- 2016: Tatort: Der König der Gosse (Fernsehreihe)
- 2017: Montrak (Kinofilm)
- 2017: Gute Zeiten, schlechte Zeiten (Fernsehserie, zwei Folgen)
- 2017: SOKO Leipzig (Fernsehserie, Folge: Das genetische Limit)
- 2017: Die Pfefferkörner (Fernsehserie, Folge: Freigang)
- 2020: Verbotene Liebe – Next Generation (Fernsehserie, sechs Folgen)
- 2023: Unter uns (Fernsehserie, 25 Folgen)
- seit 2023: Sturm der Liebe (Fernsehserie)